# Maria Leonor Machado de Sousa
Maria Leonor Machado de Sousa MBE, de nome completo Maria Leonor Ribeiro da Fonseca Calixto Machado de Sousa (Lisboa, 11 de novembro de 1932 – Lisboa, 16 de setembro de 2021), foi uma intelectual e professora catedrática da Faculdade de Ciências Sociais e Humanas da Universidade Nova de Lisboa.

## Biografia
Licenciou-se em Filologia Germânica pela Faculdade de Letras da Universidade de Lisboa, em 1954. Em fevereiro de 1974, torna-se professora da Universidade Nova de Lisboa, doutorando-se em Ciências Literárias e criando o Departamento de Estudos Anglo-Portugueses. Fundou em 1981 o centro de investigação em Estudos Anglo-Portugueses da Faculdade de Ciências Sociais e Humanas da Universidade Nova de Lisboa e criou o Mestrado em Estudos Anglo-Portugueses. Fundou a Revista de Estudos Anglo-Portugueses e a English-Speaking Union in Portugal, de que foi presidente. Foi presidente da Associação Portuguesa de Estudos Anglo-Americanos e vice-presidente da Byron Society in Portugal.
Entre 1988 e 1990, foi vice-reitora da Universidade Aberta. Entre 1990 e 1996, foi diretora da Biblioteca Nacional de Portugal, tendo sido a primeira mulher a exercer este cargo. Jubilou-se da universidade em 2001.
Era membro da Academia Portuguesa da História, de que foi vice-presidente entre 2002 e 2004, ocupando a cadeira número 25, e foi elevada a académica de mérito em 2014, dedicando-se ao estudo das relações anglo-portuguesas, especificamente à escrita de viagens e à Guerra Peninsular.  Investigou a difusão dos mitos portugueses de D. Inês de Castro, do rei D. Sebastião e de Luís de Camões pela Europa, bem como a literatura gótica em Portugal e os poetas modernistas portugueses. Desde 1980, investigava com especial foco o mito de Pedro e Inês. Era membro do Conselho Geral da Fundação Inês de Castro e membro do Conselho Supremo da Sociedade Histórica da Independência de Portugal.
Morreu a 16 de setembro de 2021, com 88 anos.

## Obras
- A Literatura “Negra” Ou “De Terror” Em Portugal Nos Séculos XVIII E XIX (Como Maria Leonor Calixto - 1956, Fac. de Letras da Univ. de Lisboa)
- A Literatura “Negra” Ou “De Terror” Em Portugal Nos Séculos XVIII E XIX (1978, Editora Novaera)
- O “horror” na literatura portuguesa (1979, Instituto de Cultura e Língua Portuguesa - Biblioteca Breve)
- D. Inês e D. Sebastião na literatura inglesa (1979)
- Mito e Criação Literária (1985)
- Um Ano de Diplomacia Luso-Americana: Francisco Solano Constâncio (1822-1823) (1988)
- Alcipe e a sua Época (2003, com Marion Erhardt e José Esteves Pereira)
- Inês de Castro: um tema português na Europa (2005, reedição 2020)
- Guerra Peninsular, 200 Anos (2007, com António Ventura)
- A Guerra Peninsular em Portugal: Relatos britânicos (2009)
- Charles Dickens em Portugal (2012, com Alexandra Assis Rosa, João Almeida Flor e Gina Guedes Rafael)